# Beneckendorff

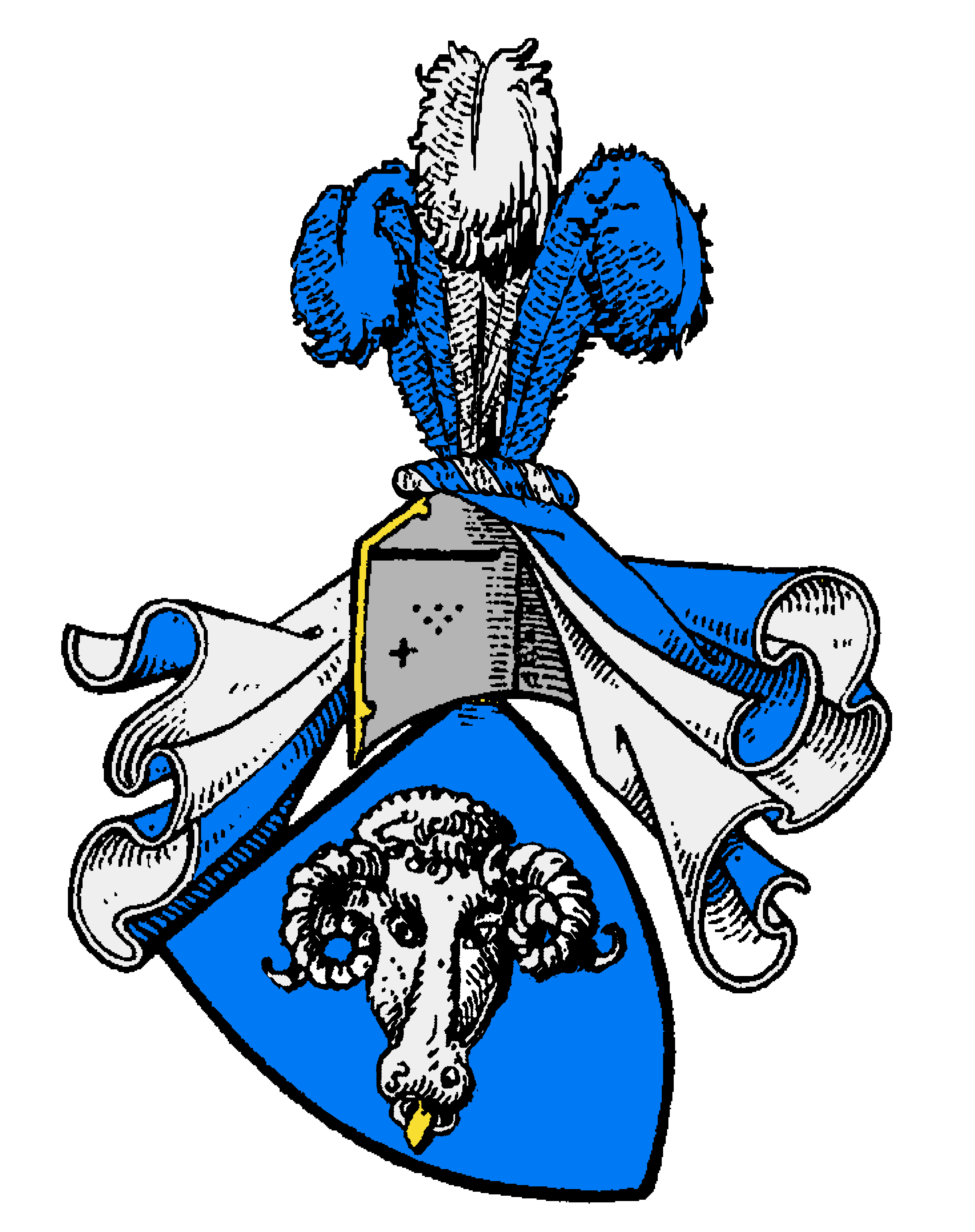
Stammwappen derer von Beneckendorff

Beneckendorf (selten Beneckendorff) ist ein Adelsgeschlecht, das seit dem 15. Jahrhundert in der Neumark, später auch in der Mark Meißen nachzuweisen ist.
Es ist zu unterscheiden von der Familie Benckendorff, die aus der Altmark stammte und später in der Mittelmark, Oberfranken und anderen Gebieten ansässig war.

## Namensdeutung
Der Name leitete sich wahrscheinlich von einem Ort ab.
Heute gibt es zum Beispiel Benkendorf bei Salzwedel (wahrscheinlich Herkunftsort der altmärkisch/mittelmärkischen Familie), Benkendorf bei Salzmünde, Benkendorf bei Halle, alle im heutigen Sachsen-Anhalt.
Diese Namen wurden gebildet aus einem männlichen Vornamen Beneke, einer niederdeutschen Kurzform von Bernhard, und von -dorf.
Im Mittelalter wurden Orte oft nach dem ersten Verwalter (Lokator) benannt.

## Geschichte

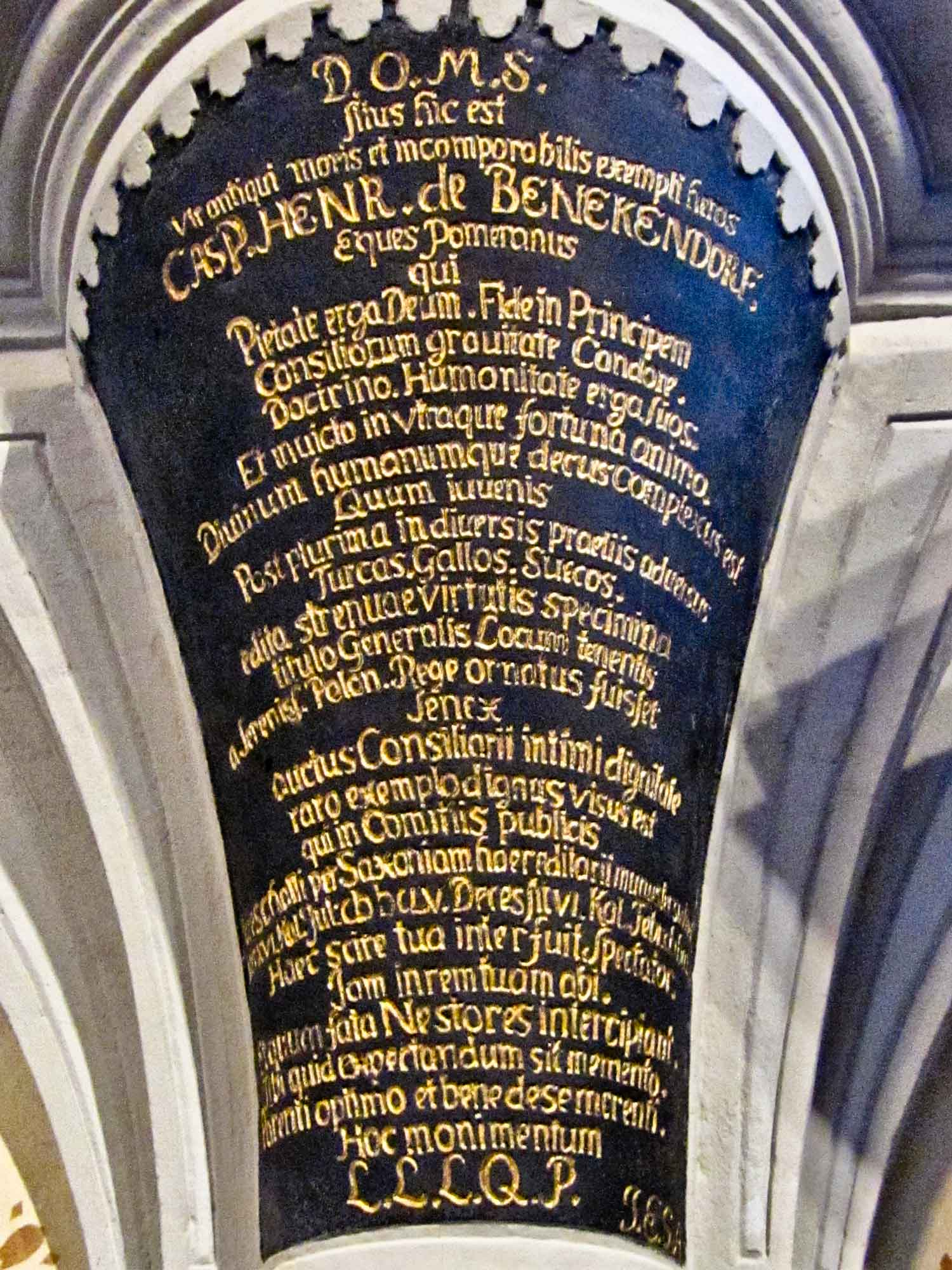
Denkmal des Caspar Heinrich von Beneckendorff in der Kirche in Calbitz bei Wermsdorf

Die Behauptung, das Adelsgeschlecht stamme aus Schwaben, ist nicht zweifelsfrei nachvollziehbar.
Erste sichere genealogische Erwähnungen des pommerschen Adelsgeschlechtes sind mit Vicke von Beneckendorff (* vor 1415 in Wardin; † nach 1476) gegeben und stammen aus Wardin und Alten Kliecken (Alten Klüken), welche 300 Jahre lang bis 1740 im Besitz der Familie war. Dessen Sohn Hans von Beneckendorff (* 1425 in Wardin) hatte einen Sohn Joachim von Beneckendorff (* um 1515 in Wardin; † 1565 im Klostergut Arnswalde). Dieser Joachim von Beneckendorff wiederum hatte drei Söhne Caspar von Beneckendorff (* 1521 in Wardin; † in Schweden), Wolffens von Beneckendorff (* 1523 in Wardin; † in Sonneburg, Kreis Oststernberg) und George von Beneckendorff (* 1517 in Wardin; † 1589 ebenda). Georges von Beneckendorff Söhne wiederum waren Johann von Beneckendorff und Daniel von Beneckendorff, die später die drei weiteren Zweige des Beneckendorfschen Adels begründeten. Die Familienzweige teilen sich auf in den Blumenfeldischen, den Petznickischen und den Dieckoischen Familienzweig, von denen die beiden letzteren aber bald ausstarben. Aufgrund der fehlenden Nachkommen wurde der weit verstreute Besitz in eine Freiherrliche von Benkendorff-Stiftung in Ansbach umgewandelt, welche noch 1900 an Bedürftige Renten auszahlte.

### Der Pamminsche Familienzweig in Sachsen

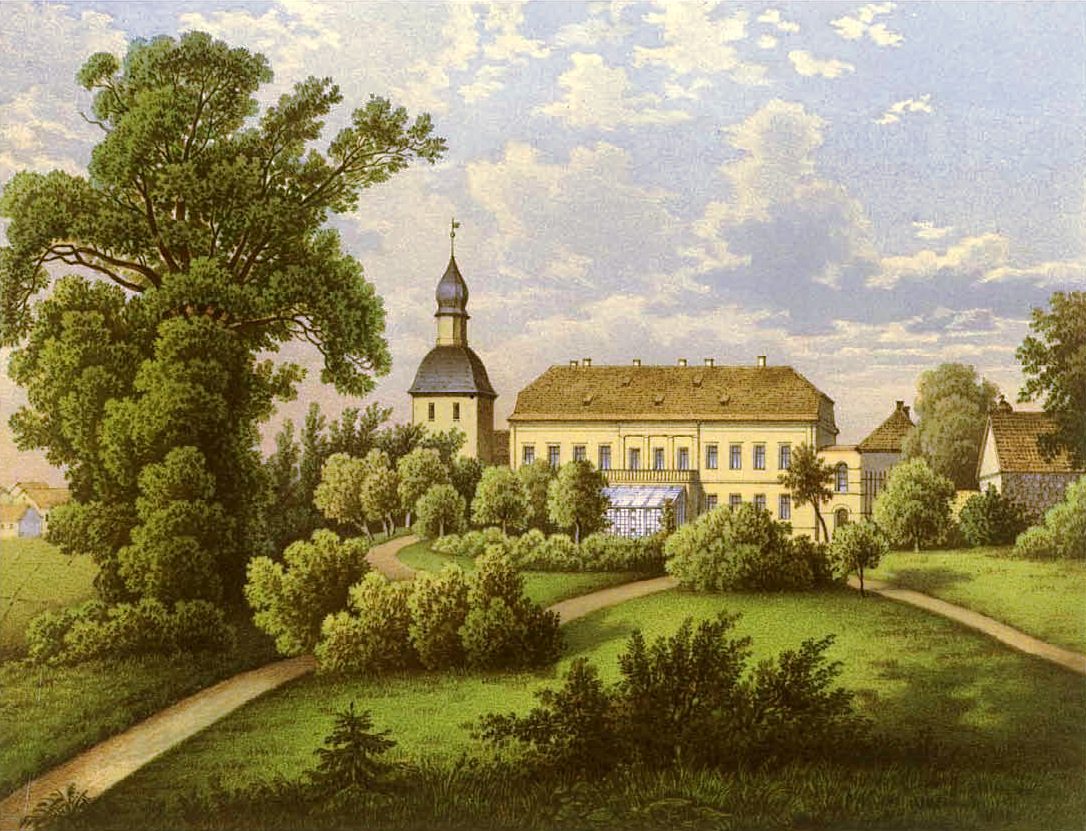
Rittergut Pammin um 1860, Sammlung Duncker

Begründer diese Zweiges ist George von Beneckendorff, dessen Sohn Johann früh starb und dessen Nachkomme Hanß von Beneckendorff (* 1558 in Wardin; † 1632 in Friedeberg) war. In der übernächsten Nachfolge-Generation tritt Caspar Heinrich von Benekendorff (* 1654 in Pammin; † 1729 in Calbitz) in Erscheinung, welcher den pommerschen Adelsnamen nach Kursachsen brachte und am sächsischen Hofe als Königl. polnischer und sächsischer Geheimrat, Generalleutnant der sächsischen Infanterie und als Erbmarschall und Amtsverweser von Kursachsen tätig war. Er war Besitzer der Güter Alt- und Neuköditz, Skassa, Naundorf (Sachsen), Löbichau und Grödel. Verheiratet war er mit Eva von Schleinitz. Sein einziger Sohn Carl Christoph von Beneckendorff (* vor 1715 in Sachsen) hatte keine Nachkommen, so dass die Adelslinie Mitte des 18. Jahrhunderts ausstarb. In der protestantischen Kirche in Calbitz sind die prächtigen Denkmäler der von Beneckendorff erhalten geblieben.

### Der Blumenfeldische Familienzweig in der Neumark
Begründer ist Daniel von Beneckendorff und dessen Söhne Hanß Heinrich von Beneckendorff (Königl. Preußischer neumärkischer Landesdirektor) und Georg Christian von Beneckendorff, neumärkischer Landrat. Dieser hatte wiederum neun Söhne, unter anderem Joachim Christian von Beneckendorff (Präsident des Schivelbeinischen Kreises), des Fürstl. Oettingischen Obristen Gustav Adolf von Beneckendorff und Achatius von Beneckendorff, der 1712 Schwarzburger Hofmeister in Rudolstadt und Oberamtmann in Feuchtwangen war. Spätere Nachkommen waren Karl Friedrich von Beneckendorff (1713–1788) und durch Heirat der Reichspräsident Paul Ludwig Hans Anton von Beneckendorff und von Hindenburg.

## Wappen
Das Wappen trägt einen (schwarz) gehörnten Widder- oder Büffelkopf (Otto Titan von Hefner spricht von einem Auerochsenkopf). Auf dem Helm mit blau-silbernen Decken drei Straußenfedern, blau-silbern-blau. Es wurde 1789 mit dem von Hindenburgischen Wappen vereinigt. Dort erscheint meist die silberne Tinktur schwarz dargestellt, da das dunkel oxidierte Silber älterer Darstellungen als Schwarz missverstanden wurde.

## Bekannte Familienmitglieder
Chronologisch 
- Christoph Friedrich von Beneckendorff (1656–1721), preußischer Generalmajor
- Egidius Arend von Beneckendorff (1686–nach 1735), königlich preußischer Oberstleutnant und Chef des Leibhusaren-Regiments
- Karl Friedrich von Benekendorff (1713–1788), Präsident der Oberamtsregierung in Breslau, schrieb zahlreiche Bücher zur landwirtschaftlichen Fragen und zur Agrarverfassung, darunter die achtbändige Oeconomia forensis (1775–1784).
- Johann Heinrich Wilhelm Ernst von Beneckendorff und Hindenburg (1774–1847), preußischer Generalleutnant
- Konrad von Beneckendorff und von Hindenburg (1839–1913), preußischer Generalmajor
- Paul Ludwig Hans Anton von Beneckendorff und von Hindenburg (1847–1934), preußischer Generalfeldmarschall und späterer Reichspräsident
- Oskar Wilhelm Robert Paul Ludwig Hellmuth von Beneckendorff und von Hindenburg (1883–1960), deutscher Militär und Sohn des Reichspräsidenten Paul von Hindenburg